# Ihle
L'Ihle est un ancien petit affluent de l'Elbe, long d'environ 30 km, situé dans l'arrondissement du Pays-de-Jerichow en Saxe-Anhalt. Elle prend sa source à l'est du lieu-dit de Lübars, à Möckern, en bordure du Flamain. Il n'y a cependant pas de source directe, l'Ihle se formant à partir de plusieurs sorties d'eau dans la zone de la source. La rivière traverse les quartiers Möckern, ainsi que la ville universitaire de Friedensau (de) et le village de Grabow, qui appartiennent également à Möckern. Par la suite, l'Ihle traverse la ville de Bourg où elle se jette dans le canal Elbe-Havel, également appelé « canal de l'Ihle ». Le cours initial de la rivière jusqu'à l'Elbe a été perdu au XVIIIe siècle avec la construction du canal de l'Ihle, qui suivait en grande partie son cours. Aujourd'hui encore, la localité d'Ihleburg (de), située à environ 10 km au nord-est de Burg, rappelle par son nom cet ancien cours d'eau.
Jusqu'au XXe siècle, la rivière a été utilisée de manière intensive pour la draperie et la tannerie : les vestiges des anciens moulins et de leurs barrages en témoignent encore aujourd'hui. De nombreux noms de lieux, tels que Jürgensmühle (« moulin de Jürgen »), Bergmühle (« moulin de Berg »), Viktoriamühle (« moulin de Viktoria »)... témoignent de cette période d'exploitation économique. Aujourd'hui, la rivière n'a plus d'importance économique majeure. Le seul moulin qui existe encore aujourd'hui sur la rivière est le moulin Zänker de Bourg, mais il fonctionne à l'électricité (éolienne).
L'Ihle abrite de nombreuses espèces de poissons, dont le gardon, l'ide mélanote, le chevesne, le brochet et, dans son cours supérieur, la truite de rivière.